# Colwellia psychrerythraea
Espèce
Colwellia psychrerythraea est l'espèce type du genre bactérien Colwellia. Ce sont des bacilles à Gram négatif de la famille des Colwelliaceae. Ces bactéries marines psychrophiles font partie du phylum des Pseudomonadota.

## Taxonomie
Le nom correct complet (avec auteur) de ce taxon est Colwellia psychrerythraea corrig. (ex D'Aoust & Kushner 1972) Deming et al. 1988.
Colwellia psychrerythraea a pour synonymes :
- Colwellia psychroerythrus (ex D'Aoust & Kushner 1972) Deming et al. 1988
- Vibrio psychroerythrus D'Aoust & Kushner 1972

### Étymologie
L'étymologie de cette espèce est la suivante : psychr.e.ry.thrae.a Gr. masc. adj. psychros, froid; L. adj. erythraeus -a -um, rougoyeant; N.L. fem. adj. psychrerythraea, bactérie psychrophile et rouge,.

### Historique
L'espèce Colwellia psychrerythraea a été décrite en 1972 sous le nom de Vibrio psychroerythrus avant d'être renommée en 1988 après analyse de la séquence nucléotidiques de l'ARNr 5S qui a montré sa proximité phylogénique avec Colwellia hadaliensis. Cela a donné lieu à la création d'un nouveau genre bactérien et de le classer au sein des Protéobactéries. La famille Colwelliaceae décrite en 2004 a permis de regrouper dans une même famille les genres Colwellia et Thalassomonas du fait de l'homologie de leurs séquences nucléotidiques en ARNr 16S. En 2005, lors de la description de l'ordre Alteromonadales dans le Bergey's Manual, la famille Alteromonadaceae y est intégrée comme unique famille de cet ordre et contenant entre autres les Colwellia. La même année dans la liste des nouveaux noms n°106, les Colwellia sont séparées de cette famille et intégrée dans celle des Colwelliaceae.

## Description
Lors de sa description de 2004, la famille Colwelliaceae reprend la description des Colwellia  et de l'espèce type Colwellia psychrerythraea. Elle et est composée de bactéries à Gram négatif avec des bacilles à morphologie incurvée et mobiles bien que quelques espèces semblent non mobiles. Ces bacilles ne forment pas d'endospores ni de kystes. La majeure partie des bactéries de cette famille sont des chimioorganotrophes anaérobies facultatifs nécessitant des ions sodium pour leur croissance.
La souche type est la souche ATCC 27364 aussi connue sous la dénomination DSM 8813.